# Krispl
Krispl è un comune austriaco di 888 abitanti nel distretto di Hallein, nel Salisburghese.